# ジェイムス・フィッツモーリス

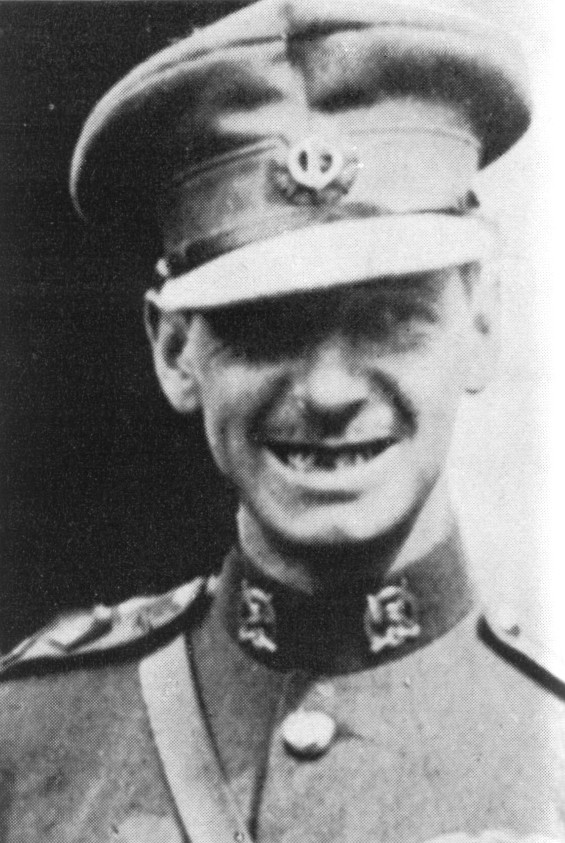
James Fitzmaurice

ジェイムス・フィッツモーリス（James Fitzmaurice、James FitzMaurice、1898年1月6日 - 1965年9月26日）はアイルランド生まれの飛行家である。1928年4月12日から13日の大西洋西向き無着陸横断飛行に成功したブレーメン号の乗り組み員の一人である。
ダブリンに生まれた。17歳でアイルランド軍に志願、1915年イギリス陸軍に召集され、フランスで戦った。1918年6月から飛行訓練を受け、1918年11月にはパイロットの訓練を完了したが、第一次世界大戦の休戦により前線にでることはなかった。
戦後もイギリス空軍のパイロットとして、1919年には最初の夜間郵便飛行などを行った。1922年アイルランド自由国ができるとアイルランド軍に移った。
1927年9月16日ロバート・マッキントシュのPrincess Xenia号の大西洋横断飛行に副操縦士として加わるが、悪天候により5時間半で中止された。
1928年4月12日からのブレーメン号の大西洋横断飛行に加わった。パイロットはヘルマン・ケール（1888-1938）、副操縦士がフィッツモーリス、機体のオーナー、ギュンター・フォン・ヒューネフェルト（1892-1929）が乗り込んだ。12日の午前5時38分にアイルランドを離陸し、13日17時50分カナダグリーンリ島の氷結した湖に着陸した。36時間半の飛行であった。